# 博彩交易所
博彩交易所（Bet Exchange），是一個可以讓參與者自由買賣、處分彩券的交易所。他能撮合不同賠率的彩券，具交易所的功能，為彩券提供可作二手交易的次級市場，而不是彩券發行的初級市場。運動彩券是最常在博彩交易所交易之彩券。
博彩交易所不會提供何任彩給參與者，賠率則由市場決定，而參與者在任何時候均可自由地進出市場。博彩交易所和證券交易所的運作原理是相同，證券交易市場上的各種交易方法與理論與博彩交易市場完全一致，唯一不同的是，證券交易市場在看好股票前景的情況下，會出現價格上升，而博彩交易市場上看好某一博彩項目的話則會出現賠率下跌的情況，這是因為博彩項目的賠率與看好的關係成反比的原因。
一般博彩公司提供固定賠率博彩產品服務，而使用者只能從其中一方下注，使用者只可以對特定彩券提出需求，例如，使用者在博彩公司下注那一匹賽馬或足球隊最終會取得勝利。彩券需求可能會隨著時間而有所改變，但那些已接受下注的博彩產品，如果結果與下注的結果相同，則莊家或博彩公司需要付出（賠）。在這樣一種情況下，莊家作為提供合約之供應商以符合不同玩家的要求，每個博彩產品交易均是與莊家和參與者對賭。雖然賠率在時間上不同之需求量而可能會有所變動，但其結果在下注時仍是未知之數。交易完成後，玩家們只能等待，直到最後的結果出現為止，以兌現博彩獎金。
另外一些網路博彩公司提供下注以及受注仲介服務，讓兩名玩家下注以及受注相同標的，任何受注的博彩產品必須符合下注博彩產品的條件。玩家只能利用創造新的博彩產品來註銷現有博彩產品，而不是出賣現有手上之彩券，他們不能出售現有存在之彩券。這種雖然常打著"博彩交易所"的名號，但其實只是一個給參與者發行彩券的初級市場發行平臺，並不是真正提供次級市場交易的博彩交易所。